# Spoorwegwerken Oost

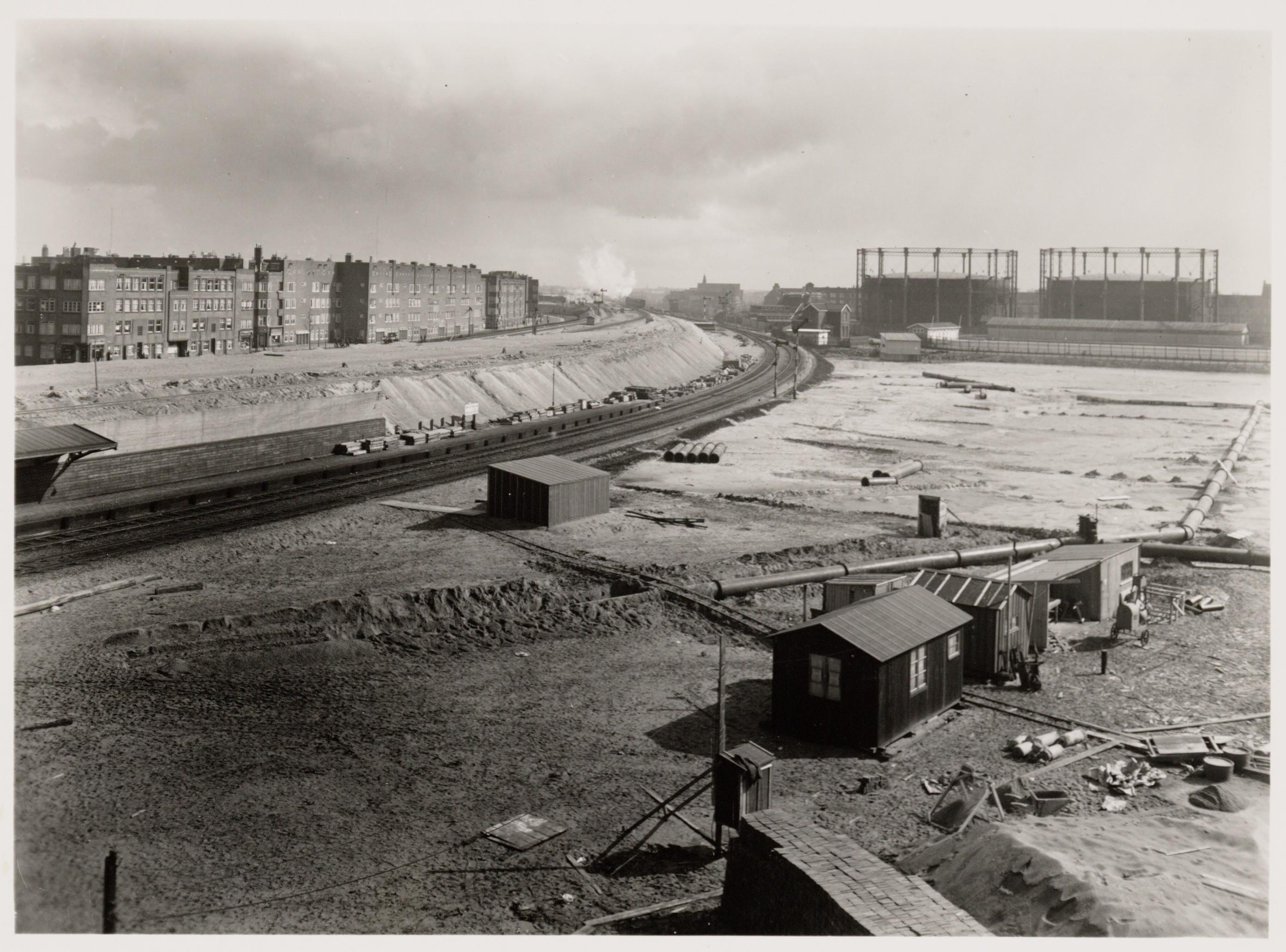
Bouwterrein van het nieuwe Muiderpoortstation, Oosterspoorplein 1, gezien in zuidoostelijke richting naar de Oostergasfabriek. Op de voorgrond grondwerkzaamheden aan het baanvak Muiderpoortstation - Diemen en links huizen aan de Celebesstraat; april 1937.

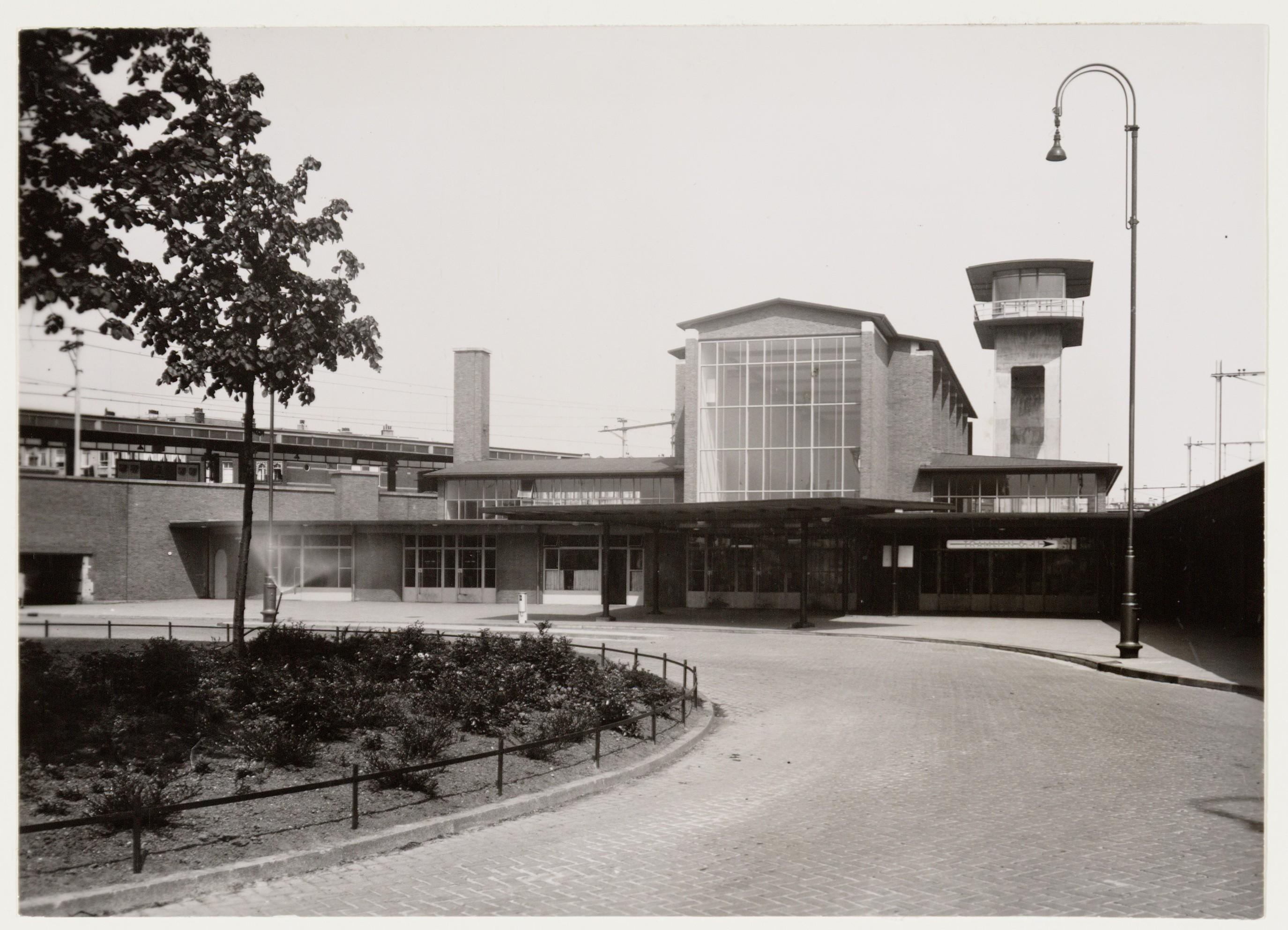
Muiderpoortstation; juni 1941.

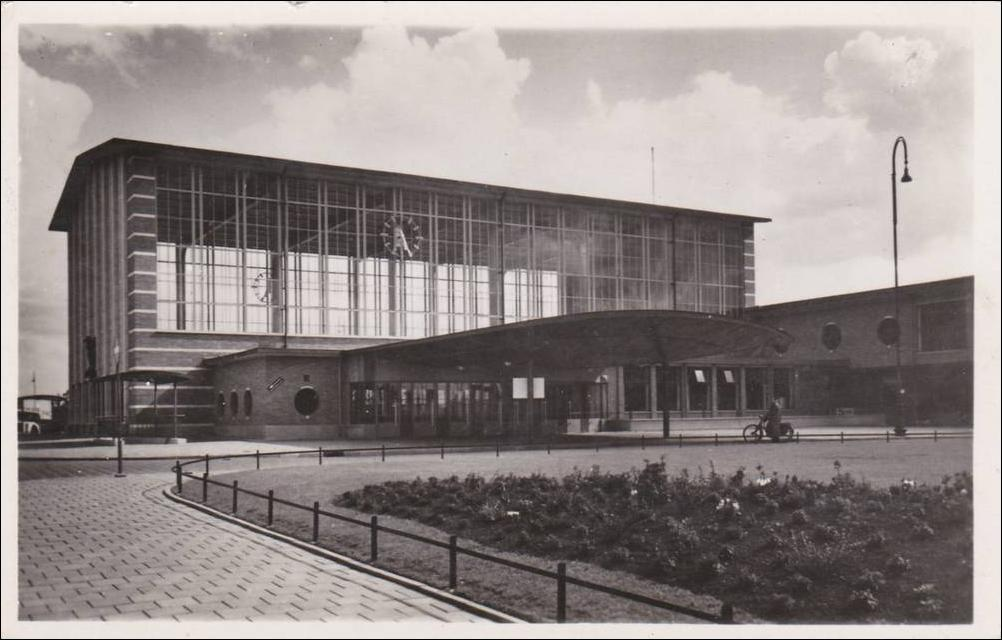
Amstelstation; circa 1940.

De Spoorwegwerken Oost in Amsterdam hadden als belangrijkste doel de verbetering van de verbindingen tussen de (nieuwe) wijken in Amsterdam-Oost en de rest van de stad. Mede daardoor konden de Indische Buurt en de Watergraafsmeer (betere) tramverbindingen met de stad krijgen. Tot dan toe was alleen over de  Zeeburgerdijk een spoorviaduct aanwezig en konden de trams alleen via deze route de Indische Buurt bereiken.
De plannen waren al veel eerder gemaakt, maar de uitvoering ervan werd in 1934 begonnen en zou tot 1942 duren. Het grootste probleem waren de gelijkvloerse spoorwegen, waardoor er lange wachttijden voor de overwegen waren, en die de trams moeilijk konden kruisen. Om dit probleem op te lossen besloot men de sporen van de NS op een verhoogde baan aan te leggen. Het daarvoor benodigde zand werd uit de zanderij Crailo bij Hilversum gehaald, waar een groot gat aan weerszijden van de spoorlijn Amsterdam - Apeldoorn - Zutphen tussen de haltes Bussum-Zuid en Hilversum Media Park nog steeds aan herinnert. Op deze plaats is de Stapelplaats Crailoo, waar voor de spoorwegbouw benodigde materialen worden opgeslagen.

## Stations
Het Weesperpoortstation, kopstation voor de treinen uit de richting Utrecht, werd op 15 oktober 1939 gesloten, zodat het kopmaken van treinen tussen Utrecht en Amsterdam CS tot het verleden behoorde. Op het verlaten tracé - globaal tussen de Transvaalkade en de Mauritskade - werd de Wibautstraat aangelegd. De ronding in de Vrolikstraat herinnert nog aan de verbindingsboog waarover de uit Utrecht aangekomen treinen naar Amsterdam CS konden rijden.
Ter vervanging van het Weesperpoortstation werd een nieuw station aan de lijn naar Utrecht gebouwd, het Amstelstation, dat op 15 oktober 1939 werd geopend.
Het Muiderpoortstation werd vervangen door een nieuw station met hooggelegen perrons, een vorkstation op de splitsing van de lijnen richting Utrecht en Amersfoort.

## Overwegen
Er werden 14 overwegen opgeheven, waarvoor 20 viaducten in de plaats kwamen. De meeste overwegen voor het wegverkeer verdwenen in Amsterdam-Oost. Alleen bij het rangeerterrein De Rietlanden bleven er tussen de boog in de hooggelegen baan en de latere Panamalaan en de Piet Heinkade lagere sporen liggen, die De Rietlanden in beide richtingen met de hoge sporen verbonden. In die sporen bleven nog twee overwegen bestaan. In het jaar 2000 werden ook deze sporen kruisingsvrij gemaakt door ze ook op een hoge baan te leggen. Alle nog overgebleven lage sporen werden toen opgebroken, waardoor de nieuwe woonwijken in het Oostelijk Havengebied van een barrière waren verlost en een tweetal tramlijnen kon worden aangelegd zonder het spoor gelijkvloers te hoeven kruisen.

## Goederenverkeer
Ook voor het goederenverkeer hadden de Spoorwegwerken Oost gevolgen. De verbindingsbogen tussen de Sarphatistraat en de spoorbaan tussen de Zeeburgerdijk en Station Muiderpoort werden in 1934 buiten dienst gesteld. Het emplacement aan de Plantage Doklaan werd voortaan vanaf de Sarphatistraat via een nieuwe brug over de Nieuwe Vaart verbonden met de emplacementen Oostenburgergracht en Nieuwe Vaart / Cruquiuskade. De ronding in de Pontanusstraat herinnert nog aan de verbindingsboog.
De verbinding tussen bovengenoemde goederenemplacementen en het emplacement De Rietlanden kruiste de doorgaande sporen richting Station Muiderpoort voortaan met een viaduct.
Het uit 1904 daterende kleine goederenemplacement in de Watergraafsmeer werd sterk uitgebreid tot een groot Rangeerterrein Watergraafsmeer, dat in 1939 in gebruik werd genomen. De goederensporen van en naar dit emplacement lagen grotendeels gescheiden van de sporen voor reizigersvervoer. Ook kwam er een nieuwe verbindingsbaan vanaf de Watergraafsmeer via Diemen Zuid naar Duivendrecht Aansluiting voor het goederenverkeer van en naar Utrecht.

## Gevolgen voor tram- en buslijnen

### Indische buurt en Transvaalbuurt

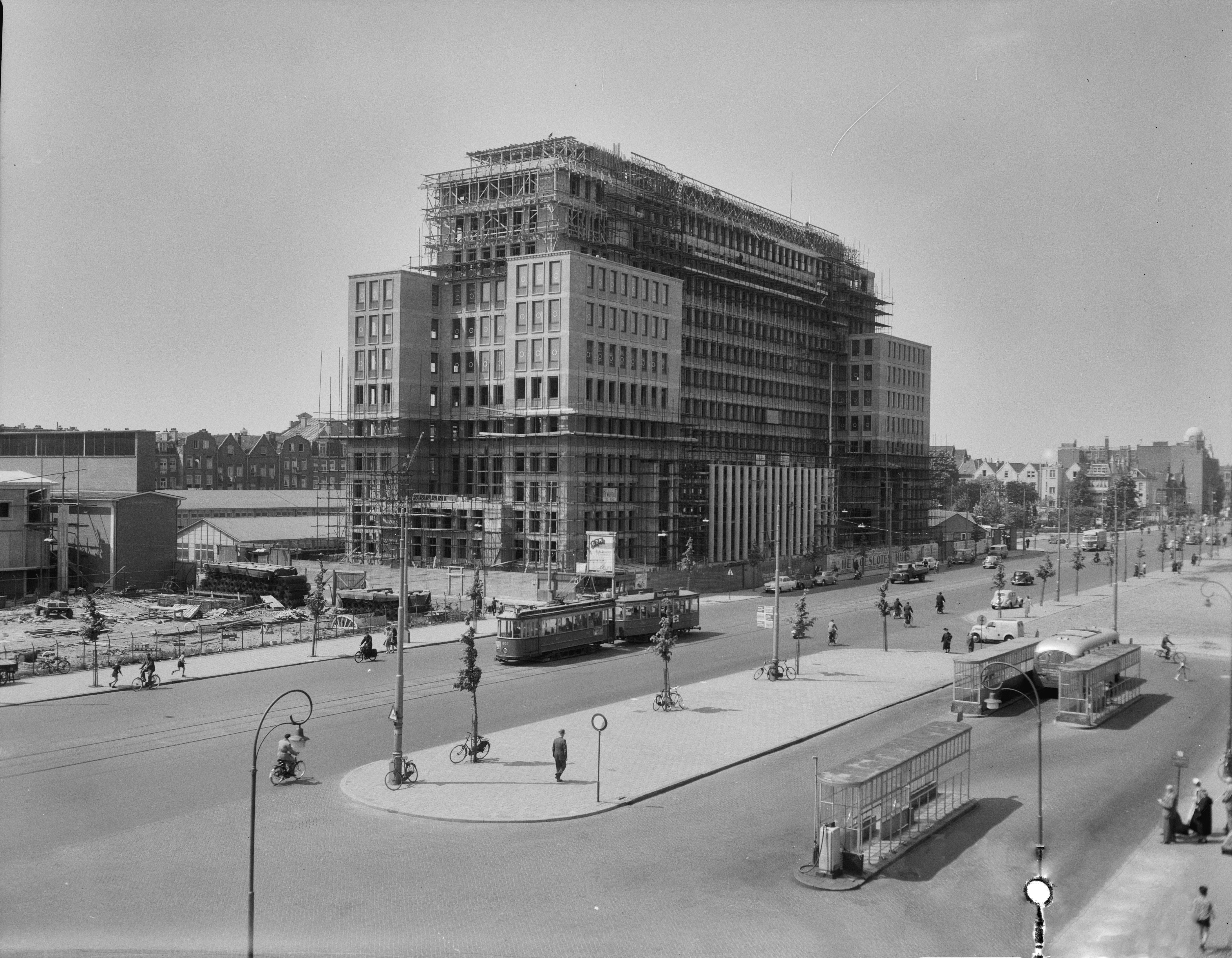
Op de plaats van het gesloopte Weesperpoortstation kwam de Wibautstraat, waarover vanaf 1945 Tramlijn 5 kwam te rijden; circa 1956.

Tramlijn 6 werd als eerste op 15 oktober 1939 via de Wijttenbachstraat verlengd naar het die dag geopende nieuwe Muiderpoortstation (Celebesstraat). Deze lijn werd opgeheven in 1942. In 1940 werd ook lijn 11 via de nieuwe onderdoorgang bij de Wijttenbachstraat verlengd naar het Muiderpoortstation en verder via de Insulindeweg naar de Indische Buurt (Soembawastraat).
Tramlijn 3 werd na het opbreken van de spoorbaan in 1942 verlegd van de Weesperzijde via de Ruyschstraat en Wibautstraat naar de Transvaalbuurt (Krugerplein). Vanaf juni 1945 reed deze lijn via de hele Ruyschstraat, het Oosterpark en de Wijttenbachstraat naar het Muiderpoortstation. Tramlijn 5 bereed vanaf juni 1945 de Wibautstraat over de gehele lengte van Weesperplein tot Amstelstation.
Het eindpunt bij het oude Muiderpoortstation aan Eerste Van Swindenstraat bleef nog in gebruik tot 1948, als laatste voor lijn 26.

### Watergraafsmeer
Omdat de Gooise Stoomtram in 1939 het traject door de Linnaeusstraat en Middenweg zou verlaten - aanvankelijk omdat zij een eindpunt zou krijgen bij het nieuwe Amstelstation maar later werd besloten de GoTM te verbussen - was het mogelijk lijn 9 in 1940 over de Middenweg naar de Watergraafsmeer te verlengen.

### Amstelstation
Het nieuwe station kreeg een groot tramemplacement met keerlus waar vanaf 15 oktober 1939 de lijnen 5 en 25 eindigden. In 1961 werd dit het eindpunt van lijn 7, in 1977 kwam lijn 12 hiervoor in de plaats.

### Buslijnen
Bij het gereedkomen van het project konden de buslijnen D en K worden opgeheven. Lijn A kon pas worden opgeheven toen de gehele verlenging van tramlijn 9 gereed was.